# Gra o sumie stałej
Gra o sumie stałej – gra, w której zysk jednego gracza oznacza stratę drugiego. Szczególny jej przypadek to gra o sumie zerowej.
Wyrażenie to nie oznacza, że suma wypłat jest stała, ani tym bardziej równa zero. Formalnie oznacza to, że proporcja zysku jednego gracza do straty drugiego w wyniku przejścia między dowolnymi stanami jest stała. Taką grę można zawsze sprowadzić do gry o sumie stałej, a nawet zerowej, za pomocą przekształcenia liniowego.
Na przykład gra, w której jeden gracz zyskuje 100, 200, 300 lub 400, drugi natomiast w tych samych sytuacjach odpowiednio 6, 5, 4 lub 3, jest grą o sumie stałej, chociaż niewątpliwie 106, 205, 304 i 403 nie są równe. Jeśli jednak pomnożymy wygrane drugiego gracza przez 100 i odejmiemy od nich 700, uzyskujemy: -100, -200, -300, -400, które dodają się do zera.
Gry o sumie stałej są szczególnie łatwe w analizie. Dla każdej dwuosobowej gry o sumie stałej istnieje taki zestaw strategii mieszanych, że zmiana strategii przynosi zmieniającemu stratę. Co więcej – każdy inny taki zestaw daje identyczne średnie wypłaty.
Twierdzenie to nie obowiązuje w ogólniejszych grach dwumacierzowych, w których może istnieć więcej punktów równowagi.